# 塞尔维亚前进党
塞尔维亚前进党（羅馬化：Srpska napredna stranka，缩写为CHC或SNS），目前為塞尔维亚的執政党。该党成立于2008年10月21日。该党立场为民族主义、民族保守主义、右翼民粹主义，主張與俄羅斯維持緊密關系，堅持塞尔维亚對科索沃的主權，但也支持塞爾維亞加入歐盟。

## 历史
2008年，以托米斯拉夫·尼科利奇为首的21名议员对所在的塞尔维亚激进党的发展方向不满，脱党成立了名为“塞尔维亚前进”的议会小组。2008年10月21日，该党举行第一次代表大会，正式建党。
在2012年塞尔维亚总统选举中，该党领导人托米斯拉夫·尼科利奇赢得选举，当选塞尔维亚总统。同年舉行的议会選舉，塞尔维亚前进党勝出。2014年提前舉行的议会選舉，塞尔维亚前进党領導的聯盟單獨獲得過半數。其後，亚历山大·武契奇成為新任總理。